# Пиратство в Гвинейском заливе

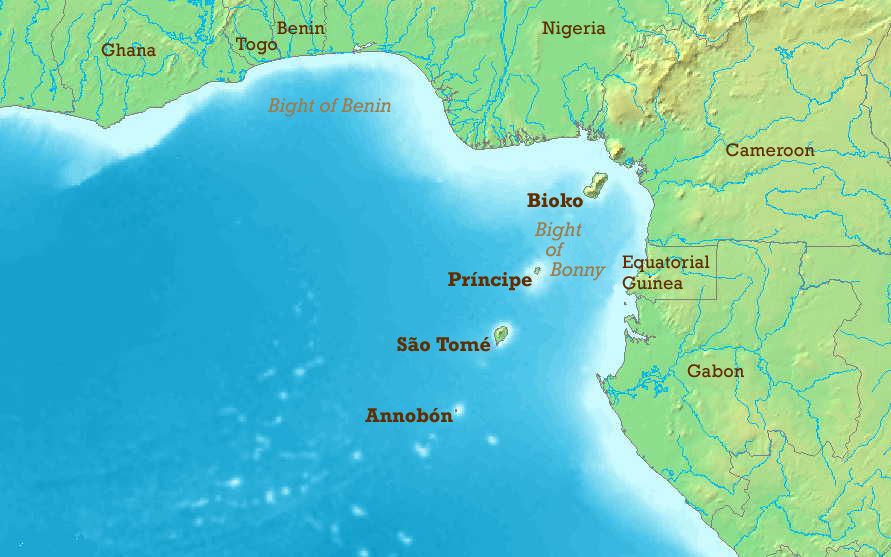
Гвинейский залив

Пиратство в Гвинейском заливе — широко распространённый морской разбой в Гвинейском заливе у западных берегов Африки, который влияет на ряд прибрежных стран в Западной Африке, а также на международное сообщество.
Гвинейский залив Атлантического океана омывает страны Республика Экваториальная Гвинея, Кот-д'Ивуар, Гана, Того, Бенин, Нигерия, Демократическая Республика Конго и Камерун.
Пираты в Гвинейском заливе обычно представляют собой хорошо вооружённые преступные структуры, которые используют насильственные методы для похищения нефтепродуктов.
Американская организация «Океаны без пиратства» («Oceans Beyond Piracy») — проекта американского фонда «One Earth Future» признала в 2016 году Гвинейский залив самым опасным местом на Земле для мореплавателей.

## Масштабы проблемы
Пиратство в Гвинейском заливе и Нигерии развивалось на протяжении первого десятилетия XXI века. Сначала в Нигерии рискам и нападениям подвергались малые корабли, занимавшиеся перевозкой работников и материалов для нефтяных компаний. Со временем пираты стали более агрессивными и лучше вооружёнными.
Международной морской организацией ООН было зафиксировано 45 случаев нападения на суда в 2010 году и 64 случая нападения в 2011 году, однако также многие нападения остаются документально не зафиксированы.
Начиная с 2011 года нападения пиратов стали проблемой глобального масштаба.
В 2012 году Международное морское бюро (IMB), «Океаны без пиратства» и «Программа по гуманитарным вопросам морского пиратства» сообщили, что количество нападений западноафриканских пиратов на судах достигла высокого уровня: в течение года было осуществлено 966 нападений на моряков. Согласно исследованиям консалтинговой компании «Control Risks», по состоянию на середину ноября 2013 года, пираты Гвинейского залива в среднем ежегодно совершали около 100 попыток угонов, что является третьим показателем в мире после пиратства вблизи сомалийского полуострова и в Малаккском проливе.
По состоянию на 2014 год, пиратские нападения в Западной Африке чаще всего происходили в территориальных водах, терминалах и портах, а не в открытом море, что препятствовало вмешательству международных военно-морских сил. Обычно пираты представляют собой хорошо вооружённые и сложноорганизованные криминальные группировки, которые всё чаще используют плавучие базы для осуществления своих атак. Главной целью местных пиратов является похищение грузов с нефтяных танкеров. Они не придавали большого значения увеличению количества членов экипажа и судам, не перевозящим нефтяные грузы. Более того, деятельность пиратов в Гвинейском заливе характеризуется их насильственным способом действия, который часто включает в себя похищения, пытки и расстрелы членов экипажа. Жестокие методы используются этими группами как часть сознательной «бизнес-модели», в которой насилие и запугивание играют важную роль.Часто пираты выдают себя за представителей террористической организации «Коренной народ Биафры», которая борется за независимость республики Биафра — района на юго-востоке Нигерии.
Акты пиратства препятствуют торговым интересам стран, находящихся в зоне деятельности пиратов. Например, объёмы торговли главного порта Бенина — Котону — в 2012 году упали на 70 %. Убытки от деятельности пиратов в Гвинейском заливе составляют около 2 млрд. долларов США.
Американская организация Oceans Beyond Piracy утверждает, что сейчас сомалийский пиратский промысел потерял «лидерство». Как отмечает ВВС, ранее пираты преимущественно охотились за нефтяными танкерами, но с падением цен на «чёрное золото» они переключились на похищение людей ради выкупа.
Как отметили в организации, сомалийские пираты перестали быть серьёзной угрозой благодаря международной операции военно-морских сил — в 2015 году они не захватили ни одного коммерческого судна.
В 2015 году произошло 54 подобных инцидента. Каждые два из трёх захватов судов в мире приходятся на пиратов Нигерии и Кот-д’Ивуара.
В соответствии с последним докладом Международного морского бюро, являющегося подразделением Международной торговой палаты, в первом квартале 2017 года пираты и вооружённые грабители напали на 43 судна и захватили заложниками 58 моряков, чуть больше, чем за аналогичный период 2016 года.
В глобальном докладе подчёркивается продолжающееся насилие пиратов от Нигерии до южной части Филиппин, где два члена экипажа были убиты в феврале 2017 года.
2 января 2019 года в Гвинейском заливе в территориальных водах Бенина в 20 милях от порта Котону пираты на несколько часов захватили контейнеровоз «Мэнди» (MSC Mandy, шедший под флагом Панамы. Ограбив экипаж судна и захватив 6 граждан РФ в заложники, включая капитана судна, пираты скрылись.